# Felipe Aguirre Franco
Mons. Felipe Aguirre Franco (* 4. února 1934, Encarnación de Díaz) je mexický římskokatolický duchovní a emeritní arcibiskup Acapulca.

## Život
Narodil se 4. února 1934 v Encarnación de Díaz.
Vstoupil do semináře v Guadalajaře a 22. března 1959 byl vysvěcen na kněze a inkardinován do arcidiecéze Guadalajara.
Působil jako kaplan a profesor v semináři v Guadalajaře. Roku 1971 se stal farářem farnosti Panny Marie Guadalupské v La Barca. O rok později byl převeden do diecéze Tuxtla Gutiérrez, kde se stal farářem katedrály.
Dne 12. března 1974 jej papež Pavel VI. jmenoval pomocným biskupem diecéze Tuxtla Gutiérrez a titulárním biskupem z Otricoli. Dne 25. dubna 1974 byl vysvěcen na biskupa. Světiteli byli arcibiskup Mario Pio Gaspari, arcibiskup Francisco Javier Nuño y Guerrero a biskup José Trinidad Sepúlveda Ruiz-Velasco.
Dne 28. dubna 1988 byl papežem Janem Pavlem II. ustanoven biskupem diecéze Tuxtla Gutiérrez a 30. června 2000 arcibiskupem-koadjutorem arcidiecéze Acapulco. Dne 8. května 2001 se po rezignaci arcibiskupa Rafaela Bello Ruize stal metropolitním arcibiskupem Acapulca.
Dne 7. června 2010 přijal papež Benedikt XVI. jeho rezignaci na post metropolitního arcibiskupa z důvodu dosažení kanonického věku 75 let.